# Rush University Medical Center

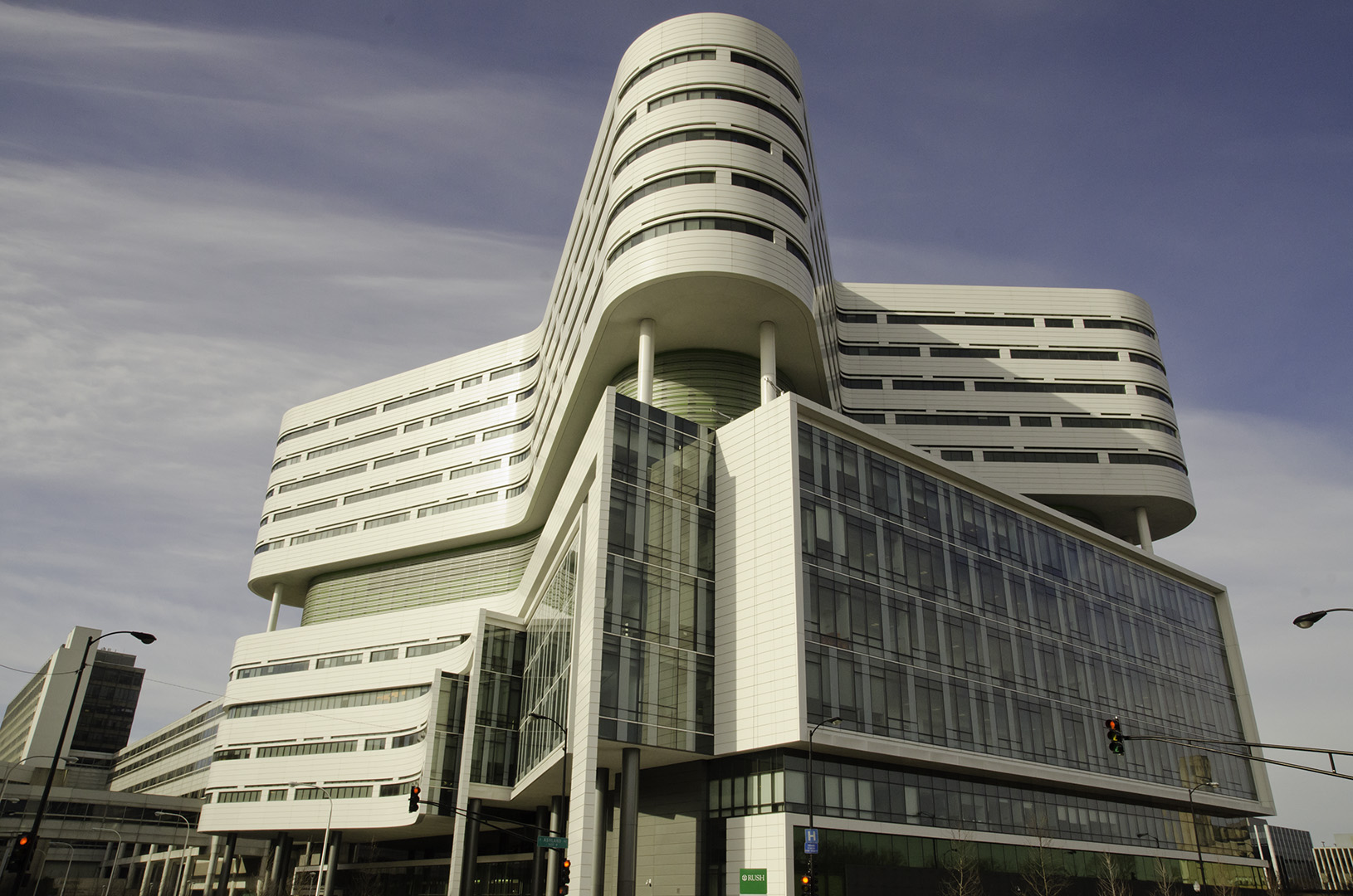
Ostturm des Rush University Medical Center (2012)

Das Rush University Medical Center ist ein in Chicago ansässiges Krankenhaus. Es handelt sich um das Universitätsklinikum der Rush University.
Das 613-Betten-Krankenhaus dient nicht nur zur Ausbildung neuer Ärzte, sondern wird auch als eine der besten Schwesternschulen der Nation gehandelt. Darüber hinaus wird medizinische Forschung auf allen Bereichen vorangetrieben.